# Gerhard Beuthner
Gerhard Beuthner (* 24. Juli 1887 in Breslau, Niederschlesien; † nach 1941) war ein deutscher Maler  und Grafiker.

## Leben
Beuthner wirkte – abgesehen von seiner Studienzeit und gelegentlichen Studienreisen – in seiner Heimatstadt Breslau. Dort studierte er an der Königlichen Kunst- und Kunstgewerbeschule (ab 1911 Kunstakademie) bei Hans Rosemann und Eduard Kaempffer. Von 1907 bis 1908 war er an der Kunstakademie Düsseldorf eingeschrieben.
Ab 1935 war Beuthner als Lehrer für Architekturzeichnung und Aquarelltechnik an der Technischen Hochschule Breslau tätig. Sein Werk enthält Motive aus Architektur und Industrie, Landschaften und Marinestücke. Er entwarf Exlibris und illustrierte zahlreiche Bücher. Für die Kuppel des in den 1920er/1930er Jahren restaurierten, im Grundriss elliptischen ehemaligen Schöffensaals im 1. Obergeschoss des Rathauses im niederschlesischen Schmiedeberg im Riesengebirge schuf er ein vierteiliges Deckengemälde, das nach der Restaurierung 2011 zugänglich ist. Eine Szene zeigt die Übergabe von Geschenken der Bevölkerung an König Friedrich II. von Preußen, weitere sind allegorische Darstellungen von Stickerei, Bergbau, Handel und Schmiedehandwerk. Einige Szenen sind bezeichnet „G. Beuthner“.

## Werke (Auswahl)
- „Kreuzkirche und St. Martin in Breslau“, 1941; Schlesisches Museum in Görlitz, erworben 2011[5]
- „Zniwa“ (Ernte), Öl/Lwd., 96,5 × 124 cm (Abbildung in Farbe)
- „Pejzaż Wiejski“ (Dörfliche Landschaft), Öl/Lwd., signiert unten rechts: „G. Beuthner“; verso bezeichnet; „Curt Ehrentraut | Glasermeister | Breslau 5, Gartenstr. 26 | Fernsprecher Ring 9993“  (Kunsthandel Warschau: www.altius.com.pl)
- „Nachtlandschaft mit alter Steinbrücke und Kirchturmsilhouette“, signiert unten links; Öl/Lwd., 52 × 69 cm (Kunsthandel)
- „Schlesisches Bauerngehöft im Winter“, Öl/Malpappe, signiert unten rechts, 33 × 40 cm
- Studien aus Seehag bei Neidenburg, Ostpreußen: „Fischer in Seehag“, „Haus mit Storchennest, Seehag, Lenskihaus“, „Das Lenskihaus vom Seeacker aus gesehen“, „Bauer mit Göpel, Seehag“, „Am Omulefsee, Seehag“, „Seehag, Omulufsee“, „Masurisches Haus am Omulufsee“, „Scheune in Seehag“, „Scheune mit Wolken, Seehag“ (Abbildung)

### Buchausstattungen / Illustrationen
- Wilhelm Schremmer: Eine schlesische Volkskunde. (Umschlagzeichnung von Gerhard Beuthner) Priebatschs Buchhandlung, Breslau 1928.
- Fritz Müller-Partenkirchen: Der Spursucher. Geschichten von draußen. (mit Bildern von Gerhard Beuthner, Joachim Korn) (= Bergstadtbücher für junge Menschen) Bergstadtverlag Korn, Breslau 1929.
- Josef Wenter: Monsieur, der Kuckuck, der Sonderbare. (mit Bildern von Gerhard Beuthner) Bergstadtverlag Wilhelm Gottlieb Korn, Breslau 1930.
- Ernst Petersen: Wie unsere Urväter lebten. Eine Bilderreihe aus der Vor- und Frühgeschichte des deutschen Ostens. (nach Gemälden von Gerhard Beuthner) Curt Kabitzsch, Leipzig 1935.
- Konrad Olbricht (Hrsg.): Breslau. Das Werden einer ostdeutschen Großstadt. Bilder von Gerhard Beuthner. Flemming, Breslau-Deutsch Lissa 1936.
- Gottesdienst der Vandalen auf dem Siling. Nach Forschungen und Angaben von Prof. Dr. M. Jahn gemalt von Gerhard Beuthner. Flemming, Breslau-Deutsch-Lissa 1937.
- Werner & Mertz AG, Erich Lissner (Hrsg.): Aus Deutschlands Vorzeit. Ein Erdal-Bilderbuch. Mainz o. J. (ca. 1937).
- Werner & Mertz AG, Erdal-Rex GmbH, L. Freund (Hrsg.): Aus Deutschlands Vor- und Frühzeit. Ein Erdal-Bilderbuch. Mainz 1938.
- Edmund Glaeser: Breslau, Bollwerk im deutschen Osten. Bilder aus der Geschichte der Landeshauptstadt Schlesiens. (mit Bildern von Gerhard Beuthner und Walter Dressler) Verlag Priebatschs Buchhandlung, Breslau 1938.